# MLG Columbus 2016
MLG Counter-Strike: Global Offensive Major Championship: Columbus, também conhecido como MLG Columbus 2016, foi o oitavo Campeonato Major de Counter-Strike: Global Offensive (CS:GO) realizado pela Major League Gaming (MLG) de 29 de março a 3 de abril de 2016, na Nationwide Arena em Columbus, Ohio, Estados Unidos. Foi o primeiro Major de CS:GO na América do Norte e o primeiro realizado pela Major League Gaming, que anteriormente realizou um torneio de exibição de CS:GO no X Games Aspen de 2015. Também foi o primeiro Major de CS:GO em que a ESL ou a DreamHack não foram as organizadoras. Em 23 de fevereiro de 2016, foi anunciado que o MLG Columbus 2016 seria o primeiro torneio de Counter-Strike com um prêmio total de US$ 1.000.000.
Os playoffs tiveram oito equipes. Astralis, Fnatic, Luminosity Gaming, Natus Vincere, Ninjas in Pyjamas e Virtus.pro tinham sido convidadas como Lendas. A Counter Logic Gaming e a Team Liquid eram as novas equipes a adquirirem o status de Lenda, já que a FaZe Clan e a Team EnVyUs tiveram seu status de Lenda retirado após não conseguirem avançar para os playoffs. Na grande final, a Luminosity Gaming, que derrotou a Virtus.pro e a Team Liquid, enfrentou a Natus Vincere, que derrotou a Ninjas in Pyjamas e a Astralis. A Luminosity Gaming venceu por 2 a 0, conquistando seu primeiro Major e 50% do prêmio total de US$ 1.000.000; além disso, tornou-se a primeira equipe não europeia a conquistar um Major. 

## Regulamento
As oito melhores equipes do DreamHack Open Cluj-Napoca 2015, chamadas de "Lendas", receberam convites diretos para Columbus. Para o ciclo Columbus as eliminatórias regionais enviaram equipes para uma Qualificatória off-line, onde enfrentaram as oito últimas equipes de Cluj-Napoca 2015. As oito melhores equipes da Qualificatória off-line avançaram para o Major como os "Desafiadores".
As equipes foram divididas em quatro grupos, e todas as partidas do grupo foram à melhor de uma, com exceção da partida decisiva. O cabeça de chave jogaria com o quarto pote em cada grupo e o segundo e o terceiro pote jogariam um contra o outro. O vencedor dessas duas partidas se enfrentaria para determinar qual time passaria para a fase eliminatória, enquanto os perdedores da primeira rodada também jogariam. O perdedor da partida inferior foi então eliminado do torneio. Com um time avançado e um eliminado, os dois times restantes jogariam uma partida de eliminação à melhor de três para a segunda vaga na eliminatória. Este formato é conhecido como o formato GSL, nomeado para o Global StarCraft II League.
A chave da eliminatória consistia em oito times, dois de cada grupo. Todas essas partidas foram em melhor de três, eliminação única. As equipes avançaram na chave até que um vencedor final fosse decidido.

### Mapas
O conjunto de mapas não mudou em relação ao Cluj-Napoca 2015. 
| - Cache - Cobblestone - Dust II - Inferno - Mirage - Overpass - Train |

## Transmissão
O evento foI transmitido pelo site oficial da MLG e por diversos canais independentes na Twitch, sendo eles:
| Plataforma    | Canal               | Idioma    |
| ------------- | ------------------- | --------- |
| Sítio Oficial | MLG.tv              | Inglês    |
| Twitch        | MLG                 | Inglês    |
| Twitch        | GEC TV              | Italiano  |
| Twitch        | TGPL                | Tailandês |
| Twitch        | 99Damage            | Alemão    |
| Twitch        | IzakOOO             | Polonês   |
| Twitch        | Hungarian Esport TV | Húngaro   |
| Twitch        | Alien-h Casting     | Hindu     |
| Twitch        | striimIT            | Finlandês |
| Twitch        | OGamingTV           | Francês   |
| Twitch        | CNONE               | Turco     |
| Twitch        | Hitpoint            | Checo     |
| Twitch        | GPlayTV             | Búlgaro   |
| Twitch        | Starladder          | Russo     |
| Twitch        | BRMA TV             | Português |

O torneio também foi transmitido através de um player in-game no CS:GO. Segundo a Activision Blizzard, proprietária da MLG, o torneio teve um pico de 1,6 milhões de espectadores simultâneos, o que fez com que se tornasse o Major com maior pico de audiência da história, superando Cologne 2015.

## Participantes
Nomenclaturas dos "Seeds"
1. "Lendas" (1-8º colocados do Major anterior)
2. "Desafiadores" (Equipes que se classificaram para o Major através da Qualificatória off-line)

| Região   | Acr | Método de Qualificação                      | Equipe               | Seed |
| -------- | --- | ------------------------------------------- | -------------------- | ---- |
| Europa   | EU  | Campeão do DreamHack Cluj-Napoca 2015       | Team EnVyUs          | 1    |
| CEI      | CEI | Vice-campeão do DreamHack Cluj-Napoca 2015  | Natus Vincere        | 1    |
| Europa   | EU  | 3-4º colocado do DreamHack Cluj-Napoca 2015 | FaZe Clan            | 1    |
| Europa   | EU  | 3-4º colocado do DreamHack Cluj-Napoca 2015 | Ninjas in Pyjamas    | 1    |
| Europa   | EU  | 5-8º colocado do DreamHack Cluj-Napoca 2015 | Fnatic               | 1    |
| Europa   | EU  | 5-8º colocado do DreamHack Cluj-Napoca 2015 | Virtus.pro           | 1    |
| Europa   | EU  | 5-8º colocado do DreamHack Cluj-Napoca 2015 | Astralis             | 1    |
| Américas | SA  | 5-8º colocado do DreamHack Cluj-Napoca 2015 | Luminosity Gaming    | 1    |
| Europa   | EU  | Qualificatória off-line                     | G2 Esports           | 2    |
| Europa   | EU  | Qualificatória off-line                     | mousesports          | 2    |
| Américas | NA  | Qualificatória off-line                     | Splyce               | 2    |
| CEI      | CEI | Qualificatória off-line                     | Gambit Gaming        | 2    |
| CEI      | CEI | Qualificatória off-line                     | FlipSid3 Tactics     | 2    |
| Américas | NA  | Qualificatória off-line                     | Team Liquid          | 2    |
| Américas | NA  | Qualificatória off-line                     | Counter Logic Gaming | 2    |
| Américas | NA  | Qualificatória off-line                     | Cloud9               | 2    |

1. ↑  A equipe da G2 Esports foi comprada pela FaZe Clan por US$ 700.000, tornando-a a mais cara da história do CSGO.[1]
2. ↑  A equipe da Team SoloMid deixou a organização e jogou temporariamente sem patrocinador sob a o nome de "Team Questionmark". Os jogadores então se uniram e criaram a primeira organização fundada por jogadores, a Astralis[2]
3. ↑  Depois de perder sua equipe para a FaZe, a G2 adquiriu a equipe da Titan após o fim das operações da Titan.[3]

## Fase de grupos

### Grupo A
| Pos. | Equipe            | V | D | RV | RD | DR  |
| ---- | ----------------- | - | - | -- | -- | --- |
| 1    | Luminosity Gaming | 2 | 0 | 32 | 18 | +14 |
| 2    | Ninjas in Pyjamas | 2 | 1 | 68 | 83 | +15 |
| 3    | mousesports       | 1 | 2 | 74 | 88 | -14 |
| 4    | FlipSid3 Tactics  | 0 | 2 | 45 | 50 | -5  |

| Partidas do Grupo A   | Partidas do Grupo A | Partidas do Grupo A | Partidas do Grupo A | Partidas do Grupo A |
| Equipe                | Pontuação           | Mapa                | Pontuação           | Equipe              |
| Rodada de abertura    | Rodada de abertura  | Rodada de abertura  | Rodada de abertura  | Rodada de abertura  |
| --------------------- | ------------------- | ------------------- | ------------------- | ------------------- |
| Ninjas in Pyjamas     | 19                  | Cache               | 17                  | FlipSid3 Tactics    |
| Luminosity Gaming     | 16                  | Mirage              | 13                  | mousesports         |
| Rodada de eliminação  |                     |                     |                     |                     |
| FlipSid3 Tactics      | 28                  | Cobblestone         | 31                  | mousesports         |
| Rodada dos vencedores |                     |                     |                     |                     |
| Ninjas in Pyjamas     | 5                   | Mirage              | 16                  | Luminosity Gaming   |
| Rodada decisiva       |                     |                     |                     |                     |
| mousesports           | 5                   | Cobblestone         | 16                  | Ninjas in Pyjamas   |
| mousesports           | 16                  | Cache               | 12                  | Ninjas in Pyjamas   |
| mousesports           | 9                   | Overpass            | 16                  | Ninjas in Pyjamas   |

### Grupo B
| Pos. | Equipe      | V | D | RV | RD | DR  |
| ---- | ----------- | - | - | -- | -- | --- |
| 1    | Team Liquid | 2 | 0 | 38 | 30 | +8  |
| 2    | Fnatic      | 2 | 1 | 67 | 43 | +24 |
| 3    | FaZe Clan   | 1 | 2 | 43 | 51 | -8  |
| 4    | Splyce      | 0 | 2 | 8  | 32 | -24 |

| Partidas do Grupo B   | Partidas do Grupo B | Partidas do Grupo B | Partidas do Grupo B | Partidas do Grupo B |
| Equipe                | Pontuação           | Mapa                | Pontuação           | Equipe              |
| Rodada de abertura    | Rodada de abertura  | Rodada de abertura  | Rodada de abertura  | Rodada de abertura  |
| --------------------- | ------------------- | ------------------- | ------------------- | ------------------- |
| FaZe Clan             | 11                  | Cache               | 16                  | Team Liquid         |
| Fnatic                | 16                  | Train               | 5                   | Splyce              |
| Rodada de eliminação  |                     |                     |                     |                     |
| FaZe Clan             | 16                  | Inferno             | 3                   | Splyce              |
| Rodada dos vencedores |                     |                     |                     |                     |
| Team Liquid           | 22                  | Dust II             | 19                  | Fnatic              |
| Rodada decisiva       |                     |                     |                     |                     |
| Fnatic                | 16                  | Mirage              | 10                  | FaZe Clan           |
| Fnatic                | 16                  | Cobblestone         | 6                   | FaZe Clan           |

### Grupo C
| Pos. | Equipe               | V | D | RV | RD | DR  |
| ---- | -------------------- | - | - | -- | -- | --- |
| 1    | Astralis             | 2 | 0 | 32 | 19 | +13 |
| 2    | Counter Logic Gaming | 2 | 1 | 70 | 61 | +9  |
| 3    | Gambit Gaming        | 1 | 2 | 63 | 74 | -11 |
| 4    | Team EnVyUs          | 0 | 2 | 21 | 32 | -11 |

### Grupo D
| Pos. | Equipe        | V | D | RV | RD | DR  |
| ---- | ------------- | - | - | -- | -- | --- |
| 1    | Natus Vincere | 2 | 0 | 32 | 13 | +19 |
| 2    | Virtus.pro    | 2 | 1 | 61 | 49 | +12 |
| 3    | G2 Esports    | 1 | 2 | 49 | 60 | -11 |
| 4    | Cloud9        | 0 | 2 | 12 | 32 | -20 |

## Playoffs
Os confrontos dos playoffs foram anunciados em 30 de março de 2016. Cada partida das quartas de final foi configurada para conter um líder e um segundo colocado da fase de grupos.
|  | Quartas de final | Quartas de final  | Quartas de final  | Quartas de final  | Quartas de final | Quartas de final |   |                   | Semifinais    | Semifinais | Semifinais | Semifinais | Semifinais | Semifinais |  |  | Final | Final         | Final | Final | Final | Final |
|  |                  |                   |                   |                   |                  |                  |   |                   |               |            |            |            |            |            |  |  |       |               |       |       |       |       |
|  | D1               | Natus Vincere     | 16                | 16                | –                | 2                |   |                   |               |            |            |            |            |            |  |  |       |               |       |       |       |       |
|  | A2               | Ninjas in Pyjamas | 9                 | 10                | –                | 0                |   |                   |               |            |            |            |            |            |  |  |       |               |       |       |       |       |
|  | A2               | Ninjas in Pyjamas | 9                 | 10                | –                | 0                |   | D1                | Natus Vincere | 16         | 16         | –          | 2          |            |  |  |       |               |       |       |       |       |
|  |                  |                   |                   |                   |                  |                  |   | D1                | Natus Vincere | 16         | 16         | –          | 2          |            |  |  |       |               |       |       |       |       |
|  |                  | C1                | Astralis          | 14                | 5                | –                | 0 |                   |               |            |            |            |            |            |  |  |       |               |       |       |       |       |
|  | C1               | C1                | Astralis          | 14                | 5                | –                | 0 | Astralis          | 16            | 16         | –          | 2          |            |            |  |  |       |               |       |       |       |       |
|  | C1               |                   |                   |                   |                  |                  |   | Astralis          | 16            | 16         | –          | 2          |            |            |  |  |       |               |       |       |       |       |
|  | B2               | Fnatic            | 10                | 5                 | –                | 0                |   |                   |               |            |            |            |            |            |  |  |       |               |       |       |       |       |
|  |                  |                   |                   |                   |                  |                  |   |                   |               |            |            |            |            |            |  |  | D1    | Natus Vincere | 17    | 2     | –     | 0     |
|  |                  |                   | A1                | Luminosity Gaming | 19               | 16               | – | 2                 |               |            |            |            |            |            |  |  |       |               |       |       |       |       |
|  | B1               | Team Liquid       | 16                | 16                | –                | 2                |   |                   |               |            |            |            |            |            |  |  |       |               |       |       |       |       |
|  | C2               | Counter Logic G.  | 13                | 6                 | –                | 0                |   |                   |               |            |            |            |            |            |  |  |       |               |       |       |       |       |
|  | C2               | Counter Logic G.  | 13                | 6                 | –                | 0                |   | B1                | Team Liquid   | 15         | 16         | –          | 0          |            |  |  |       |               |       |       |       |       |
|  |                  |                   |                   |                   |                  |                  |   | B1                | Team Liquid   | 15         | 16         | –          | 0          |            |  |  |       |               |       |       |       |       |
|  |                  | A1                | Luminosity Gaming | 19                | 19               | –                | 2 |                   |               |            |            |            |            |            |  |  |       |               |       |       |       |       |
|  | A1               | A1                | Luminosity Gaming | 19                | 19               | –                | 2 | Luminosity Gaming | 17            | 16         | 16         | 2          |            |            |  |  |       |               |       |       |       |       |
|  | A1               |                   |                   |                   |                  |                  |   | Luminosity Gaming | 17            | 16         | 16         | 2          |            |            |  |  |       |               |       |       |       |       |
|  | D2               | Virtus.pro        | 19                | 10                | 11               | 1                |   |                   |               |            |            |            |            |            |  |  |       |               |       |       |       |       |

## Classificação final
| Lugar     | Time                 | Prêmio     |
| --------- | -------------------- | ---------- |
| 1°        | Luminosity Gaming    | US$500,000 |
| 2°        | Natus Vincere        | US$150,000 |
| 3° – 4°   | Astralis             | US$70,000  |
| 3° – 4°   | Team Liquid          | US$70,000  |
| 5° – 8°   | Ninjas in Pyjamas    | US$35,000  |
| 5° – 8°   | Fnatic               | US$35,000  |
| 5° – 8°   | Counter Logic Gaming | US$35,000  |
| 5° – 8°   | Virtus.pro           | US$35,000  |
| 9° – 12°  | Mousesports          | US$8,750   |
| 9° – 12°  | FaZe Clan            | US$8,750   |
| 9° – 12°  | Gambit Gaming        | US$8,750   |
| 9° – 12°  | G2 Esports           | US$8,750   |
| 13° – 16° | Flipsid3 Tactics     | US$8,750   |
| 13° – 16° | Splyce               | US$8,750   |
| 13° – 16° | EnVyUs               | US$8,750   |
| 13° – 16° | Cloud9               | US$8,750   |